# خانه روشن
خانه روشن فیلمی به کارگردانی وحید موسائیان و نویسندگی مهران کاشانی ساختهٔ سال ۱۳۸۴ است.

## بازیگران
- کاوه کاویان
- لیلا زارع
- بیوک میرزایی
- افسانه دیهیم
- هدی زین العابدین
- زری پشتدار
- ایمان عسگری
- حجت اله علیپور
- سوگل پدرام
- پریسا دالوند
- ماهرخ نعمت الهی
- فرامرز هاشم‌زاده
- آندیا شهبازیان
- علی برادری